# Cicadomorpha
Cicadomorpha (ou Clypeorrhyncha) é uma infraordem de hemípteros que inclui as cigarras, Cicadellidae, Membracidae e Cercopoidea. O grupo tem distribuição cosmopolita, sendo todos os seus membros fitófagos. Muitos produzem sons audíveis pelos humanos ou infrassons como forma de comunicação. Estão descritas cerca de 35 000 espécies destes animais.